# Frantz Erik Toft
Frantz Erik Toft (ur. 18 maja 1926 w Hals, zm. 8 października 1946 w Viborgu) – duński nazistowski działacz młodzieżowy, funkcjonariusz Gestapo pod koniec II wojny światowej
Od czternastego roku życia był członkiem młodzieżowej organizacji Nationalsocialistisk Ungdom (NSU) podporządkowanej Narodowosocjalistycznej Duńskiej Partii Robotniczej (DNSAP) Fritsa Clausena. 2 lata później został wysłany z jej ramienia do Niemiec, gdzie przeszedł szkolenie w szkole przywódców młodzieżowych w Berlinie. 12 kwietnia 1943 r. wstąpił do DNSAP. Pracował w wojskowych bazach lotniczych w Aalborgu i Karup. Jednocześnie przeszedł 6-tygodniowe szkolenie w szkole Korpusu Schalburga w Birkerød. Następnie służył w jednostce ochraniającej różne obiekty przemysłowe przed sabotażem. W maju 1944 r. został wysłany do Włoch, a stamtąd do Francji, gdzie w ramach Organizacji Todt pracował m.in. przy budowie Wału Atlantyckiego.  W listopadzie z powodu choroby powrócił do Danii. W styczniu 1945 r. został współpracownikiem Gestapo w Aalborgu. Uczestniczył w przesłuchaniach więźniów jako tłumacz, wykazując szczególne zaangażowanie. Uczestniczył też w kilku akcjach przeciwko ruchowi oporu. Zamordował duńskiego policjanta. 7 maja 1945 r. został aresztowany i uwięziony, po czym brutalnie pobity przez b. członków ruchu oporu. 16 stycznia 1946 r. po procesie skazano go na karę śmierci. 6 września tego roku wyrok zatwierdził sąd najwyższy. 8 października został rozstrzelany w więzieniu w Viborgu.